# Smicridea cartiensis
Smicridea cartiensis är en nattsländeart som beskrevs av Oliver S. Flint Jr. och Donald G. Denning 1989. Smicridea cartiensis ingår i släktet Smicridea och familjen ryssjenattsländor. Inga underarter finns listade i Catalogue of Life.